# Goodfellowova letecká základna
Goodfellowova letecká základna (anglicky Goodfellow Air Force Base; kód IATA je GOF, kód ICAO KGOF, kód FAA LID GOF) je vojenská letecká základna letectva Spojených států amerických nacházející se na území města San Angelo ve státě Texas. Jakožto podřízená složka Leteckého výukového a tréninkového velitelství (Air Education & Training Command; AETC) se zaměřuje především na kryptografický a výzvědný výcvik personálu z řad amerického letectva, námořnictva a námořní pěchoty. Tento výcvik má na starost 17. cvičné křídlo (17th Training Wing; 17 TW), které navíc provádí i výcvik armádních hasičů. Základna byla pojmenována na počest nadporučíka Johna J. Goodfellowa, leteckého veterána první světové války.